# Okręg wyborczy Clay Cross
Okręg wyborczy Clay Cross powstał w 1918 r. i wysyłał do brytyjskiej Izby Gmin jednego deputowanego. Okręg położony był w północno-wschodniej części hrabstwa Derbyshire. Został zlikwidowany w 1950 r.

## Deputowani do brytyjskiej Izby Gmin z okręgu Clay Cross
- 1918–1922: Thomas Broad, Partia Liberalna
- 1922–1933: Charles Duncan, Partia Pracy
- 1933–1935: Arthur Henderson, Partia Pracy
- 1935–1936: Alfred Holland, Partia Pracy
- 1936–1944: George Ridley, Partia Pracy
- 1944–1950: Harold Neal, Partia Pracy